# Eclipsa de Soare din 17 februarie 2026
O eclipsă inelară de Soare se va produce marți, 17 februarie 2026, la nodul ascendent al Lunii, cu o magnitudine de 0,963.

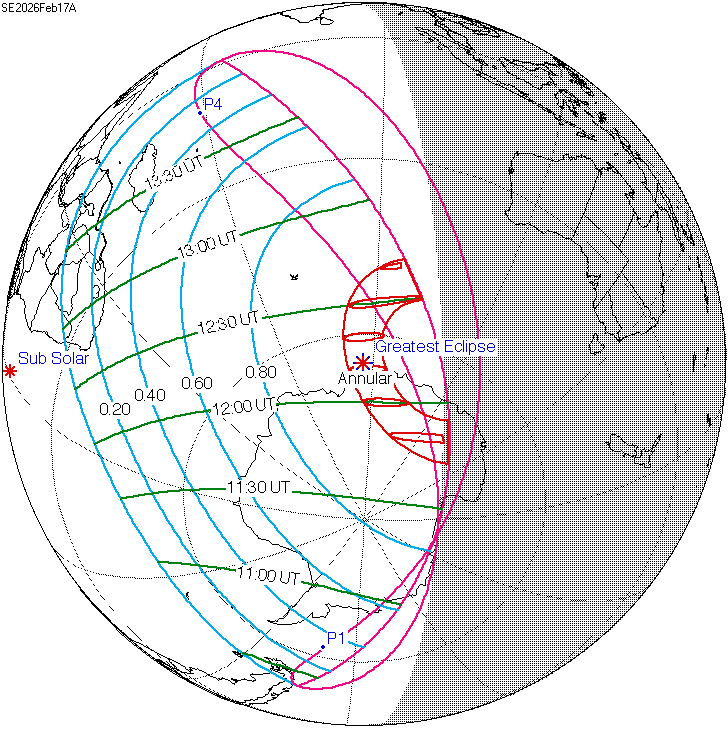
Harta taseului eclipsei inelare de Soare, din 17 februarie 2026, pe Pământ

O eclipsă de Soare are loc atunci când Luna trece între Pământ și Soare, întunecând astfel, total sau parțial, imaginea Soarelui, pentru un privitor de pa Pământ. O eclipsă de Soare inelară are loc atunci când diametrul aparent al Lunii este mai mic decât diametrul aparent al Soarelui, blocând cea mai mare parte a luminii Soarelui și făcând ca Soarele să arate ca un inel. O eclipsă inelară apare ca o eclipsă parțială pe o regiune a Pământului lată de mii de kilometri. Diametrul aparent al Lunii va fi apropiat de diametrul (aparent) mediu deoarece va avea loc la 6,8 zile după apogeu (care se va produce pe 10 februarie 2026, la ora 16:50 UTC) și cu 7,5 zile înainte de perigeu (care se va produce la 24 februarie 2026, la ora 23:15 UTC).

## Parcursul eclipsei
Eclipsa începe în interiorul Antarcticii orientale, își continuă drumul peste sudul Africii și-și încheie parcursul în Oceanul Indian.   

## Vizibilitatea eclipsei
Inelaritatea va fi vizibilă doar deasupra Antarcticii. Cu toate acestea, eclipsa parțială va fi vizibilă din extremitatea sudică a Argentinei și a statului Chile, precum și în cea mai mare parte a Africii de Sud (cum ar fi Africa de Sud, Mozambic și Madagascar).

## Imagini
Calea animată a eclipsei din 17 februarie 2026.